# Tour des Cordeliers
La tour bastionnée des Cordeliers est une tour de fortification située dans le secteur de Chamars, à Besançon (Doubs)

## Histoire
La tour bastionnée des Cordeliers est une tour à deux niveaux de feu achevée en 1691. Elle est située le long du Doubs, à proximité du parking Chamars. À la conquête française, le site de Chamars était un terrain marécageux parcouru par un bras du Doubs. Sébastien Le Prestre de Vauban décida, outre le rempart extérieur défendu par trois tours bastionnées dont celle des Cordeliers, de faire ériger une muraille intérieure au pied de laquelle coulait le bras du Doubs canalisé. Grâce à un système d'écluses et de barrages, le site pouvait être inondé en cas de siège.
La Tour bastionnée des Cordeliers, appelée ainsi de par sa proximité avec le couvent éponyme, fait l’objet d’un classement au titre des monuments historiques depuis le 28 octobre 1942. Elle était autrefois dénommée "bastion de l'Hôpital".

## Galerie

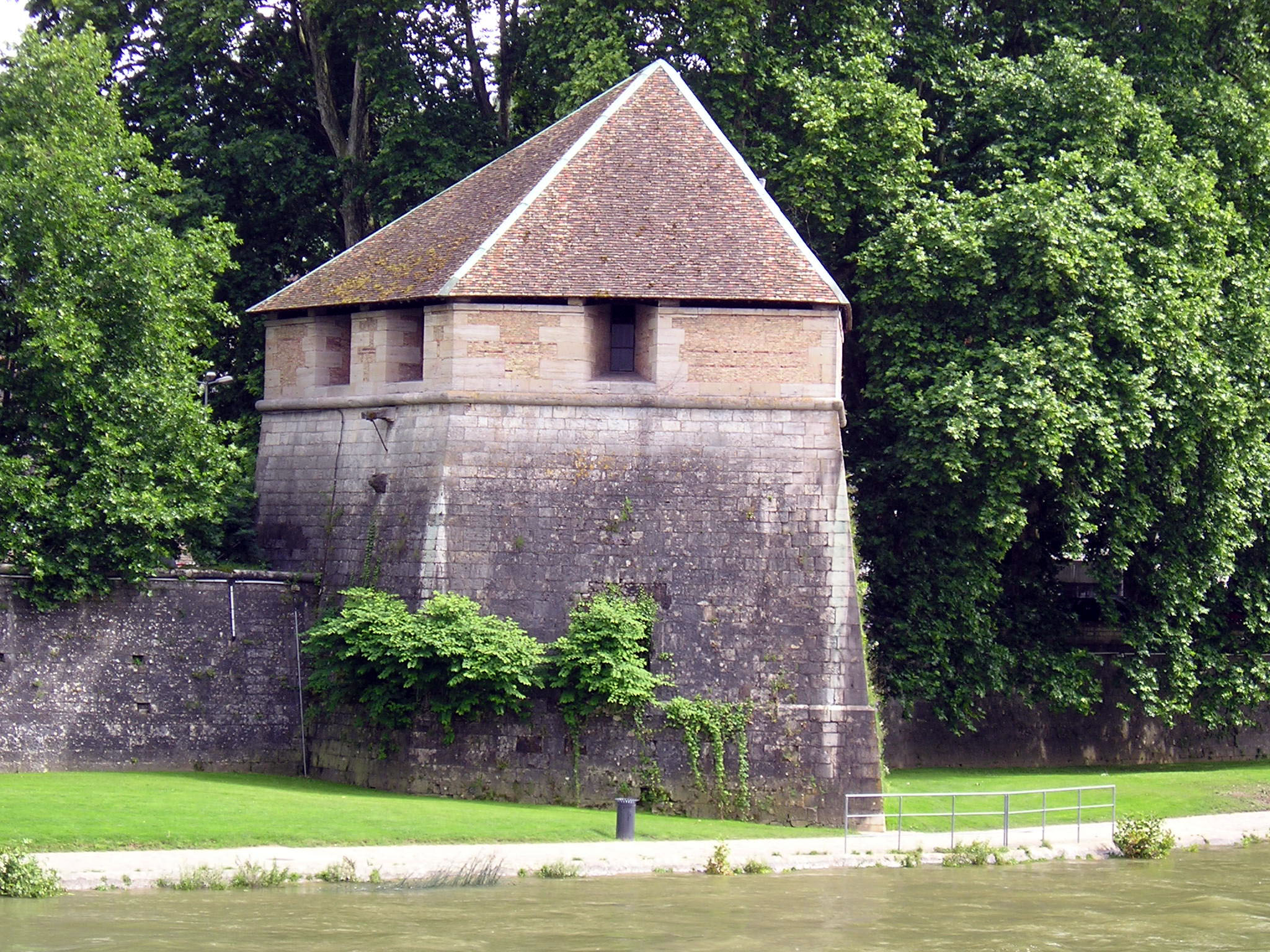